# Иакинф (Логановский)
Иакинф (в миру Иван Логановский; 1765—1817) — архимандрит Русской православной церкви, педагог, ректор Киево-Могилянской академии. 

## Биография
Иван Логановский родился в 1765 году; происходил из киевских дворян. Образование получил в Киево-Могилянской академии, в которую поступил в 1779 году.
По окончании академического курса, в 1792 году он был определён учителем высшего класса грамматики в Переяславскую духовную семинарию. В 1793 году переведён в Киево-Могилянскую академию, в 1800 году был избран префектом академии. Преподавал латинский язык, математику, «сельскую и домашнюю экономию», философию.
В 1795 году принял монашество с именем Иакинф в Киево-Печерской лавре и рукоположен во иеродиакона и иеромонаха.
26 сентября 1803 года Иакинф Логановский был посвящён в архимандрита Киево-Братского Богоявленского (училищного) монастыря и в том же году назначен ректором Киево-Могилянской академии и учителем богословия.
В сентябре 1813 года был переведён в Курский Знаменский Богородицкий монастырь, при этом ему было объявлено Синодом, что это новое назначение признается «несовершенно соответствующим признанному достоинству его» и совершилось лишь вследствие того, что смоленский епископ Ириней (Фальковский) пожелал вернуться на прежнее своё место киевского викария.
В 1814 года Иакинф Логановский был вызван в Санкт-Петербург на чреду священнослужения и проповеди; ему было предложено остаться и на следующий год в столице, но по слабости здоровья он отказался от этого предложения.
Умер 28 октября (9 ноября) 1817 года.